# Asparukh Khan
|  | Aquest article tracta sobre Khanas de l'estat búlgar medieval. Vegeu-ne altres significats a «Asparukh». |

Asparukh Khanas fou sobirà dels protobúlgars i fundador de l'estat búlgar medieval. Va regnar (кънѧѕь kŭnędzĭ) a Pliska al nord de Bulgària vers 679 a 701. El seu nom apareix també com Isperikh
Com que un dels seus predecessors portava el nom iranià Bezmer (Burz Mihr, "Superior és Mithra") se suposa que els protobúlgars estaven emparentats amb els alans i sàrmates del nord del Caucas i Rússia del sud.
Després de la decisiva victòria en la batalla d'Ongal el 680, els exèrcits búlgars i eslaus van avançar cap al sud a través dels balcans, i van derrotar novament els romans, que es van veure obligats a firmar un humiliant tractat de pau on reconeixien l'existència d'un nou estat a les fronteres de l'Imperi, i obligant-se a pagar un tribut anual a Bulgària. Alhora, la guerra contra els khàzars continuava a l'est i en l'any 700, Asparukh va morir en combat contra ells.